# 古体詩
古体詩（こたいし）とは、漢詩の詩体の一つ。近体詩に対立する。漢魏六朝の詩体の通称でもあり、唐以後、漢魏六朝の詩体に準拠して作られた詩体のことでもある。近体詩に対して形式的にも自由であり、韻律の制約も少ない。
古体詩には文人が作った詩とともに『詩経』、楽府なども含まれる。古詩（こし）は広義では古体詩と同義であるが、狭義では漢魏六朝の文人たちが作った詩のみを指す。

## 句数
1首の句数の形式は不定である。句の字数には四言、五言、六言、七言、雜言の諸形式があるが、唐代以降は五言、七言が多く、五言古詩、七言古詩と言われる。

## 押韻
近体詩が平声のみで押韻されたのに対して、古体詩は平声のみならず、仄声で押韻してもよい。しかし、上声・去声・入声といった声調を分けて押韻しなければならない。
また、近体詩では一韻到底が普通であるが、古体詩では換韻も多く見られる。
押韻の位置も偶数句末とは限らない。

## 平仄
唐以前の古詩は平仄に対して全く自由であったが、唐以後は近体詩との区別を明確にするため、平仄も重視された。つまり、近体詩の規則から外れるような平仄が意識的に行われた。
古体詩に特殊な平仄の形式として「三平調」があり、最後の3字が平声になるものをいう。その他に平仄平となるものもあり、また珍しいものとして仄仄仄、仄平仄がある。